# دیوید لک
دیوید لَمبرت لَک FRS (زاده ۱۶ ژوئیه ۱۹۱۰ - درگذشته ۱۲ مارس ۱۹۷۳) یک زیستشناس فرگشتی بریتانیایی بود که در پرنده‌شناسی، بوم‌شناسی و رفتارشناسی مشارکت داشت. کتاب او در سال ۱۹۴۷، سهره‌های داروین، دربارهٔ سهره‌های جزایر گالاپاگوس، مانند دیگر کتاب‌های علمی دوست‌داشتنی او دربارهٔ زندگی سینه‌سرخ و بادخورک‌ها در یک برج، اثر برجسته‌ای بود. او چیزی را گسترش داد که امروزه به عنوان اصل لک شناخته می‌شود که تکامل اندازه‌های دسته‌تخم پرندگان را بر حسب انتخاب فردی توضیح می‌دهد، برخلاف ایده رقیب معاصر که آن‌ها به سود گونه‌ها تکامل یافته‌اند (که به عنوان انتخاب گروهی نیز شناخته می‌شود). مطالعات پیشگامانه او در زمینه تاریخ زندگی پرندگان به تغییر ماهیت پرنده‌شناسی از آنچه در آن زمان یک رشته مجموعه‌محور بود کمک کرد. او مدیر پیشین مؤسسه پرنده‌شناسی میدانی ادوارد گری در دانشگاه آکسفورد بود.
لک مدرک دکترای علوم از دانشگاه کمبریج در سال ۱۹۴۸ را دریافت کرد.

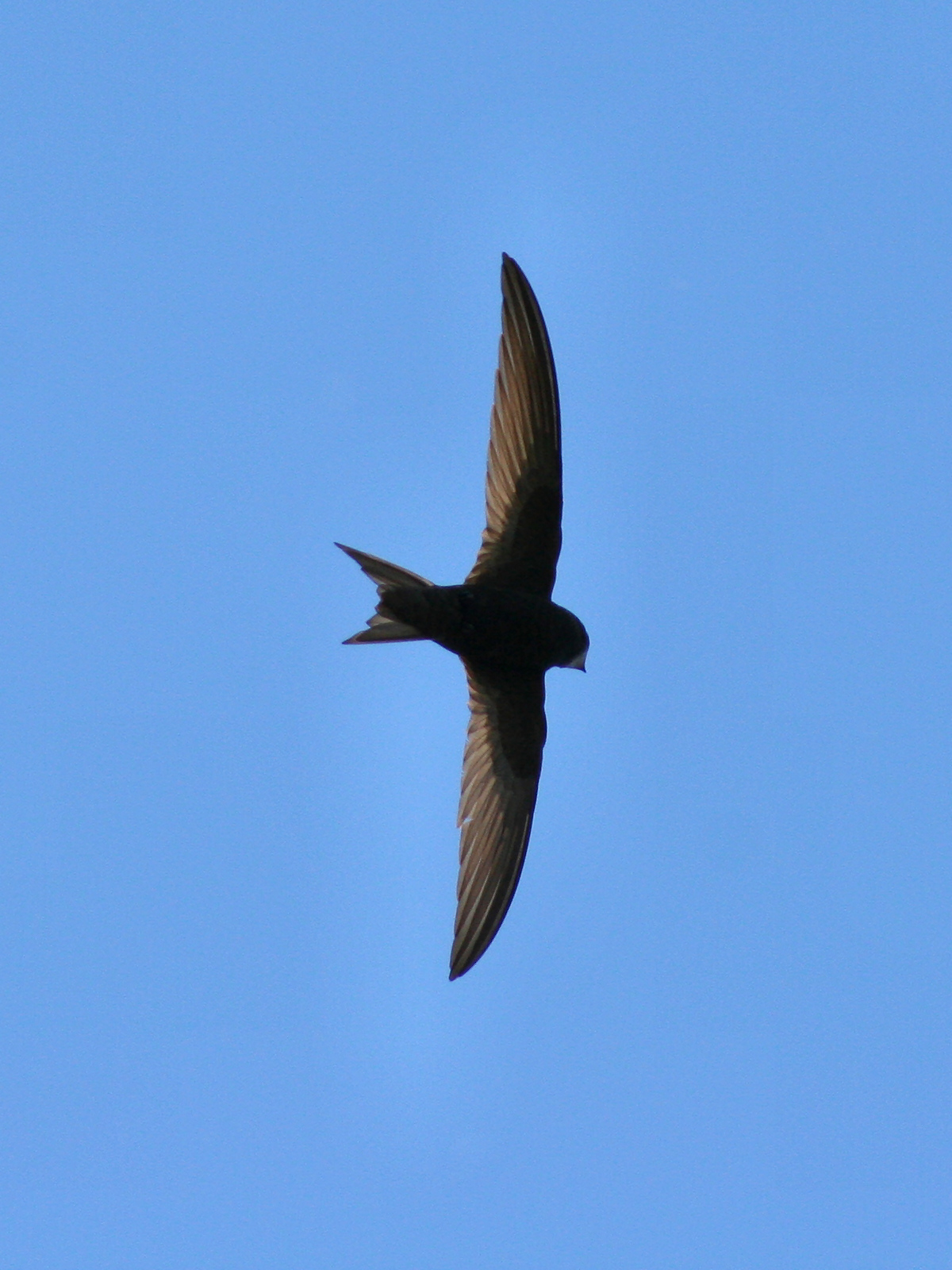
بادخورک معمولی، یکی از بسیاری از موضوعات مورد مطالعه لک.

لک به صلح‌طلبی متعهد بود و حتی در دوران دارتینگتون با بنیانگذار کالج، لئونارد نایت المهیرست، دربارهٔ فلسفه بحث می‌کرد. اما در طول جنگ جهانی دوم، لک با یک واحد ارتش بریتانیا به نام گروه تحقیقات عملیاتی ارتش در جزایر اورکنی که بر روی استفاده از رادار کار می‌کرد، خدمت می‌کرد. در طول این کار، او با زیست‌شناسان دیگری که وارد جنگ‌شده بودند، از جمله جورج وارلی، حشره‌شناس که او را با ایده تنظیم وابسته به تراکم جمعیت جانوران آشنا کرد، بازدید کرد. مشاهدات لک دربارهٔ پژواک‌های ساختگی تولیدشده توسط پرندگان بعداً به او اجازه داد تا زمینه پرنده‌شناسی راداری را برای مطالعه مهاجرت پرندگان ایجاد کند. لک در اوت ۱۹۴۵ از وظیفه دوران جنگ رها شد تا به عنوان مدیر (جانشین دبلیو. بی. آلکساندر) انستیتو پرنده‌شناسی میدانی ادوارد گری در دانشگاه آکسفورد، سمتی را که تا زمان مرگش در سال ۱۹۷۳ حفظ کرد.
آرتور کین دربارهٔ او اظهار داشت که: «دیوید لک تنها مرد مذهبی بود که در آن دوره می‌شناختم که اجازه نمی‌داد دیدگاه مذهبیش او را دربارهٔ انتخاب طبیعی دیکته کند.»